# Episodi di Tris di cuori (quinta stagione)
La quinta stagione della serie televisiva Tris di cuori è stata trasmessa in anteprima negli Stati Uniti d'America dalla The WB tra il 20 gennaio 2002 e l'11 agosto 2002.
| nº | Titolo originale             | Titolo italiano | Prima TV USA     | Prima TV Italia |
| -- | ---------------------------- | --------------- | ---------------- | --------------- |
| 1  | The 'What I Done' Show       |                 | 20 gennaio 2002  |                 |
| 2  | The Great Escape             |                 | 27 gennaio 2002  |                 |
| 3  | The Friend in Need           |                 | 10 febbraio 2002 |                 |
| 4  | The Boy from Uncle           |                 | 17 febbraio 2002 |                 |
| 5  | The Reunion                  |                 | 24 febbraio 2002 |                 |
| 6  | The Picture Perfect Family   |                 | 3 marzo 2002     |                 |
| 7  | The Sexual Evolution         |                 | 10 marzo 2002    |                 |
| 8  | The Green-Eyed Monster       |                 | 17 marzo 2002    |                 |
| 9  | The Affairs of the Heart     |                 | 31 marzo 2002    |                 |
| 10 | The Helpless Hand            |                 | 31 marzo 2002    |                 |
| 11 | The Blast from the Past      |                 | 28 luglio 2002   |                 |
| 12 | The Enemy Next Door          |                 | 4 agosto 2002    |                 |
| 13 | The Odd Couples              |                 | 11 agosto 2002   |                 |
| 14 | The Reel Deal                |                 | 11 agosto 2002   |                 |
| 15 | The Lifelong Dream           |                 | inedito          |                 |
| 16 | The Professionals            |                 | inedito          |                 |
| 17 | The Missing Link             |                 | inedito          |                 |
| 18 | The Blaze of Glory           |                 | inedito          |                 |
| 19 | The Married Little Christmas |                 | inedito          |                 |